# Ляоюань
Ляоюань (кит. спр. 辽源市, піньїнь: Liáoyuán Shì) — місто-округ в китайській провінції Цзілінь. 

## Географія
Ляоюань розташовується у центрально-південній частині провінції.

### Клімат
Місто знаходиться у зоні, котра характеризується вологим континентальним кліматом зі спекотним літом. Найтепліший місяць — липень із середньою температурою 23 °C (73.4 °F). Найхолодніший місяць — січень, із середньою температурою -15.3 °С (4.5 °F).
| Клімат Ляоюаня          | Клімат Ляоюаня | Клімат Ляоюаня | Клімат Ляоюаня | Клімат Ляоюаня | Клімат Ляоюаня | Клімат Ляоюаня | Клімат Ляоюаня | Клімат Ляоюаня | Клімат Ляоюаня | Клімат Ляоюаня | Клімат Ляоюаня | Клімат Ляоюаня | Клімат Ляоюаня |
| Показник                | Січ.           | Лют.           | Бер.           | Квіт.          | Трав.          | Черв.          | Лип.           | Серп.          | Вер.           | Жовт.          | Лист.          | Груд.          | Рік            |
| Середня температура, °C | −15,3          | −11,7          | −2,3           | 7,6            | 15             | 19,9           | 23             | 21,7           | 15,1           | 7,2            | −2,8           | −11,6          | 5,5            |
| Норма опадів, мм        | 6              | 7.2            | 14.3           | 38.3           | 60.1           | 102.8          | 190            | 154.4          | 65.4           | 39.9           | 18             | 7.8            | 704.2          |
| Днів з опадами          | 5,4            | 4,8            | 5,7            | 8              | 10,4           | 13,4           | 16,6           | 14             | 9,6            | 8,2            | 6,7            | 5,5            | 108,3          |
| Вологість повітря, %    | 65.5           | 60.8           | 53.6           | 51.2           | 52.7           | 65.8           | 78.5           | 79.3           | 69.5           | 63.2           | 64.5           | 64.9           | 64.1           |
| ----------------------- | -------------- | -------------- | -------------- | -------------- | -------------- | -------------- | -------------- | -------------- | -------------- | -------------- | -------------- | -------------- | -------------- |
| Джерело: Weatherbase    |                |                |                |                |                |                |                |                |                |                |                |                |                |